# Walter Sperling (Geograph)
Walter Sperling (* 26. Juli 1932 in Groß-Gerau; † 21. März 2016 in Trier) war ein deutscher Geograph.

## Leben
Nach der Dissertation in Frankfurt am Main 1959 lehrte er als Professor für Geographiedidaktik an der PH Neuwied, EWH Koblenz (jetzt: Universität Koblenz-Landau) und der Universität Trier (Emeritierung im Jahr 1997). Seine Hauptarbeitsgebiete waren die Geographie und deren Didaktik, Medien- und Schulbuchforschung, geographische Namen, insbesondere die Toponomastik sowie die Geschichte der Geographie.

## Schriften (Auswahl)
- Die deutsche Ostgrenze sowie polnische West- und Nordgrenze in deutschen Schulatlanten seit 1946. Mit einer Dokumentation. Frankfurt am Main 1991, ISBN 3-88304-269-2.
- mit Heinz Peter Brogiato: DDR-Bibliographie 1984–1986. München 1991, ISBN 3-598-21138-4.
- mit Berthold Hornetz und Dietrich Zimmer: Ralph Jätzold – Leben und Wirken. Trier 1999, ISBN 3-921599-31-8.
- Bäume und Wald in den geographischen Namen Mitteleuropas. Die böhmischen Länder. Eine geographisch-statistisch-namenkundliche Bestandsaufnahme. Leipzig 2007, ISBN 978-3-86583-273-3.
- Geographische Namen in den böhmischen Ländern- Online-Wörterbuch in Zusammenarbeit mit dem Collegium Carolinum (Archivierte Version)